# Leon Tomić
Leon Tomić (Zagreb, 1. travnja 1996.) hrvatski je profesionalni košarkaš. S hrvatskom kadetskom košarkaškom reprezentacijom (do 16) osvojio je zlatnu medalju na Europskom prvenstvu 2011. u Češkoj.